# Pyrausta flagralis
Pyrausta flagralis is een vlinder van de familie van de grasmotten (Crambidae). De wetenschappelijke naam van deze soort is voor het eerst voorgesteld als Ebulea flagralis door Achille Guenée in een publicatie uit 1854.